# Chlorodynerus incisipes
Chlorodynerus incisipes är en stekelart som först beskrevs av Kostylev 1935.  Chlorodynerus incisipes ingår i släktet Chlorodynerus och familjen Eumenidae. Inga underarter finns listade i Catalogue of Life.